# WNCQ-FM
WNCQ-FM (102,9 FM) est une station de radio à Canton, New York, États-Unis. La station diffuse un format de musique country. La station appartient à Stephens Media Group (en).
La station appartenait à Martz Communications Group (en) et a été acquise par Stephens le 1er février 2008.